# Élucidation
L'Élucidation est un poème anonyme en vieux français du début du XIIIe siècle, qui a été écrit pour servir de prologue au Perceval ou le Conte du Graal de Chrétien de Troyes. Le poème compte 484 lignes et cite un Maître Blihis comme source de son contenu.

## Manuscrit
Il est conservé dans un seul manuscrit, Mons 331/206 (olim 4568), et dans le Perceval en prose imprimé en 1530. En outre, une traduction allemande de Philipp Colin et Claus Wisse est parue dans le Nüwe Parzefal du XIVe siècle. Dans Mons 331/206, le texte est regroupé avec le prologue dit de Bliocadran, le Perceval de Chrétien et trois suites du poème de Chrétien. Dans sa forme reçue, le texte présente de sérieuses difficultés pour les érudits modernes, contenant de nombreuses formes et lectures corrompues telles qu'elles ont pu être mal copiées ou mal interprétées par un scribe dont le propre texte source était peut-être loin d'être parfait.